# Eugene Coy
Eugene Coy (? - Californië, jaren zestig) was een Amerikaanse jazz-drummer en -pianist, die een territory-band leidde.
Coy trad vanaf 1927 op als professioneel muzikant. Hij had een groep, His Original Black Aces, waarin zijn vrouw achter de piano zat. Tussen 1927 en 1937 waren enkele later bekend geworden muzikanten bij hem actief, zoals Ben Webster, Dick Wilson, Budd Johnson en diens broer Keg Johnson. Van 1938 tot 1941 speelde in zijn band de bassist Junior Raglin, die daarna bij Duke Ellington ging werken. Hij reisde veel en toerde ook in Canada en Mexico. In de jaren veertig was de band actief onder de naam Gene Coy and His Harlem Swing, met San Francisco als thuisbasis. Vanaf 1949 maakte hij ook opnames, zonder veel succes.